# تو متعلق به وطنی و وطن متعلق به توست
تو متعلق به وطنی و وطن متعلق به توست (به هندی: Ab Tumhare Hawale Watan Saathiyo)فیلمی محصول سال ۲۰۰۴ و به کارگردانی آنیل شارما است. در این فیلم بازیگرانی همچون آمیتاب باچان، آکشی کومار، بابی دیول، دیویا خوسلا کومار، سندالی سینها، ناگما، دنی دنزونگپا، اشوتوش رانا، آرتی چهابریا ایفای نقش کرده‌اند.